# 伊集院町寺脇
伊集院町寺脇（いじゅういんちょうてらわき）は、鹿児島県日置市の大字。旧薩摩国日置郡伊集院郷寺脇村、日置郡下伊集院村大字寺脇、日置郡伊集院町大字寺脇。郵便番号は899-2443。人口は90人、世帯数は54世帯（2020年10月1日現在）。

## 地理
日置市の中部、神之川中流域に位置しており、字域の東部で野田川が神之川に合流している。字域の北方には日置市伊集院町野田、伊集院町妙円寺、南方には日置市伊集院町大田、東方には日置市伊集院町徳重、西方には日置市東市来町美山、東市来町寺脇がそれぞれ接している。
字域の中央部を鹿児島本線が通っており、南部には鹿児島県道24号鹿児島東市来線が東西に通っている。

### 地名の由来
寺脇という地名は字域内にある「円福寺」に由来するという説がある。

### 河川
- 神之川
  - 野田川

## 歴史

旧下伊集院村における寺脇（水色の右側）の位置

### 寺脇の成立と中世
寺脇という地名は鎌倉時代より見え、薩摩国伊集院のうちであり、建久8年の薩摩国図田帳に伊集院のうちの「寺脇八町」という記述が見えるのが寺脇という地名の初見であると考えられている。
宝徳2年に伊集院氏の8代当主であった伊集院煕久が肥後へ亡命し、伊集院の全域が島津氏の直轄領となり、寺脇も島津氏の領下となった。

### 近世の上神殿
江戸時代には薩摩国日置郡伊集院郷（外城）のうちであり、村高は寛文4年の「郡村高辻帳」には513石余、延享頃の「三州御治世要覧」には545石余、天明8年の「由緒再撰調」には523石余、「天保郷帳」には513石余、「旧高旧領取調帳」には528石余であったと記されている。
村域内には薩摩街道が通っており、郡山往還が分岐していた。

### 町村制施行以降
1889年（明治22年）4月1日に町村制が施行されたのに伴い、伊集院郷の北部にあたる苗代川村・野田村・神之川村・宮田村・寺脇村・上神殿村・下神殿村・嶽村・桑畑村・麦生田村・有屋田村の区域より日置郡下伊集院村が成立した。寺脇村は下伊集院村の大字「寺脇」となった。
1956年（昭和31年）9月30日には同日に官報に掲載された「 町村の廃置分合」（総理府告示）により下伊集院村が解体分割されることとなり、大字有屋田・大字嶽が日置郡郡山町、大字苗代川・大字宮田・大字神之川（一部）が日置郡東市来町、大字神之川（一部）が日置郡日吉町にそれぞれ編入され、その他の下伊集院村の区域及び及び伊集院町の全域を廃し新たに伊集院町が設置された。大字寺脇の区域は一部が東市来町、その他の区域が伊集院町に編入された。東市来町に編入された寺脇の一部（現在の東市来町寺脇）を除いた全域が伊集院町の大字となった。
2005年（平成17年）5月1日に伊集院町が日置郡東市来町、吹上町、日吉町と合併し日置市が成立した。この合併に先立って設置された法定合併協議会である「日置中央合併協議会」において大字名については「字の区域は、現行どおりとし、現行の字の名称の前に当該字の属する合併前の町の名称を付し、字の名称を変更する。」と協定された。合併日の2005年（平成17年）5月1日に鹿児島県の告示である「 字の名称の変更」が鹿児島県公報に掲載された。この告示の規定に基づき即日大字の名称変更が行われ、大字名が「寺脇」から「伊集院町寺脇」に改称された。

### 字域の変遷
| 実施後                   | 実施年             | 実施前             | 実施前 | 出典   |
| 実施後                   | 実施年             | 大字               | 小字 | 出典   |
| ------------------------ | ------------------ | ------------------ | --- | ------ |
| 東市来町大字寺脇（新設） | 1956年（昭和31年） | 下伊集院村大字寺脇 | 桑迫、小俣、堂ノ上、枦ヶ丸、徳ヶ原、小丸、山角、悪谷、荒平、下前田、上川窪、迫田平、阿ヶ里、平原、ヲンボ迫の全域及び、大穴堀の一部 | [ 12 ] |

## 人口

### 資料データ
| 統計年次〔年〕     | 世帯数〔世帯〕 | 総人口〔人〕 | 出典       |
| ------------------ | -------------- | ------------ | ---------- |
| 1881年（明治14年） | 67             | 285          | 『県地誌』 |
| 1950年（昭和25年） | 96             | 421          | [ 5 ]      |

### 国勢調査
以下の表は国勢調査による小地域集計が開始された1995年以降の人口の推移である。
| 統計年             | 統計年 | 人口 | 人口 |
| ------------------ | ------ | ---- | ---- |
| 1995年（平成7年）  | [ 13 ] | 211  |      |
| 2000年（平成12年） | [ 14 ] | 181  |      |
| 2005年（平成17年） | [ 15 ] | 173  |      |
| 2010年（平成22年） | [ 16 ] | 155  |      |
| 2015年（平成27年） | [ 17 ] | 134  |      |
| 2020年（令和2年）  | [ 3 ]  | 90   |      |

## 文化財

### 市指定
- 伊集院忠国公夫婦の墓碑を含む円福寺墓地群（史跡）[18]

## 小・中学校の学区
市立小・中学校に通う場合、学区（校区）は以下の通りとなる。
| 大字         | 小字 | 小学校               | 中学校               |
| ------------ | ---- | -------------------- | -------------------- |
| 伊集院町寺脇 | 全域 | 日置市立伊集院小学校 | 日置市立伊集院中学校 |

## 交通

### 道路
主要地方道
- 鹿児島県道24号鹿児島東市来線

広域農道
- 日置広域農道